# Barranco de Loba
Barranco de Loba – miasto w Kolumbii, w departamencie Bolívar.